# Ninia sebae
Espèce
Synonymes
- Streptophorus sebae Duméril, Bibron & Duméril, 1854
- Elapoides fasciatus Hallowell, 1855
- Streptophorus sebae collaris Jan, 1862
- Streptophorus sebae var. dorsalis Bocourt, 1883
- Streptophorus sebae var. punctulata Bocourt, 1883

Statut de conservation UICN

 LC  : Préoccupation mineure
Ninia sebae est une espèce de serpents de la famille des Dipsadidae.

## Répartition
Cette espèce se rencontre :
- au Mexique dans les États d'Oaxaca, du Veracruz, du Yucatán et de Campeche ;

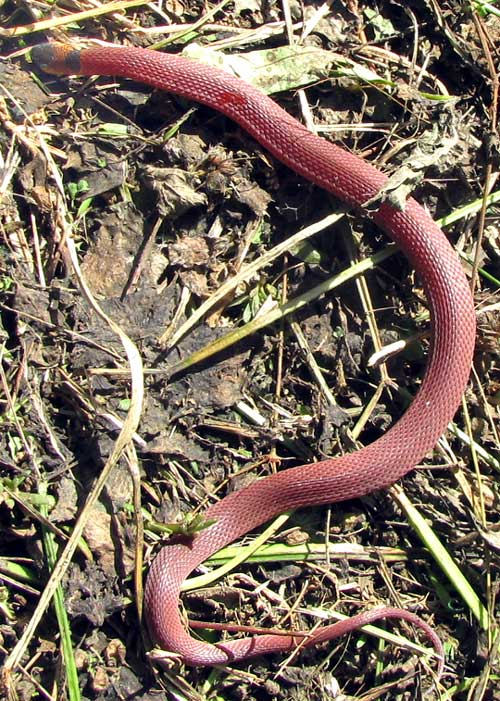

- au Belize ;
- au Guatemala ;
- au Honduras ;
- au Salvador ;
- au Nicaragua ;
- au Costa Rica ;
- au Panama.

## Liste des sous-espèces
Selon The Reptile Database (2 septembre 2013) :
- Ninia sebae immaculata Schmidt & Rand, 1957
- Ninia sebae morleyi Schmidt & Andrews, 1936
- Ninia sebae punctulata (Bocourt, 1883)
- Ninia sebae sebae (Duméril, Bibron & Duméril, 1854)

## Étymologie
Cette espèce est nommée en l'honneur d'Albertus Seba.

## Publications originales
- Bocourt, 1883, in Duméril, Bocourt & Mocquard, 1870-1909 : Études sur les reptiles, p. 1-1012, in Recherches Zoologiques pour servir a l'Histoire de la Faune de l'Amérique Centrale et du Mexique. Mission Scientifique au Mexique et dans l'Amérique, Imprimerie Impériale, Paris.
- Duméril, Bibron & Duméril, 1854 : Erpétologie générale ou histoire naturelle complète des reptiles. Tome septième. Première partie, p. 1-780 (texte intégral).
- Schmidt & Andrews, 1936 : Notes on snakes from Yucatán. Field Museum of Natural History Zoological Series, vol. 20, no 18, p. 167-187 (texte intégral).
- Schmidt & Rand, 1957 : Geographic variation in the Central American colubrine snake Ninia sebae. Field Museum of Natural History Zoological Series, vol. 39, no 10, p. 73-84 (texte intégral).